# 長野県消防学校

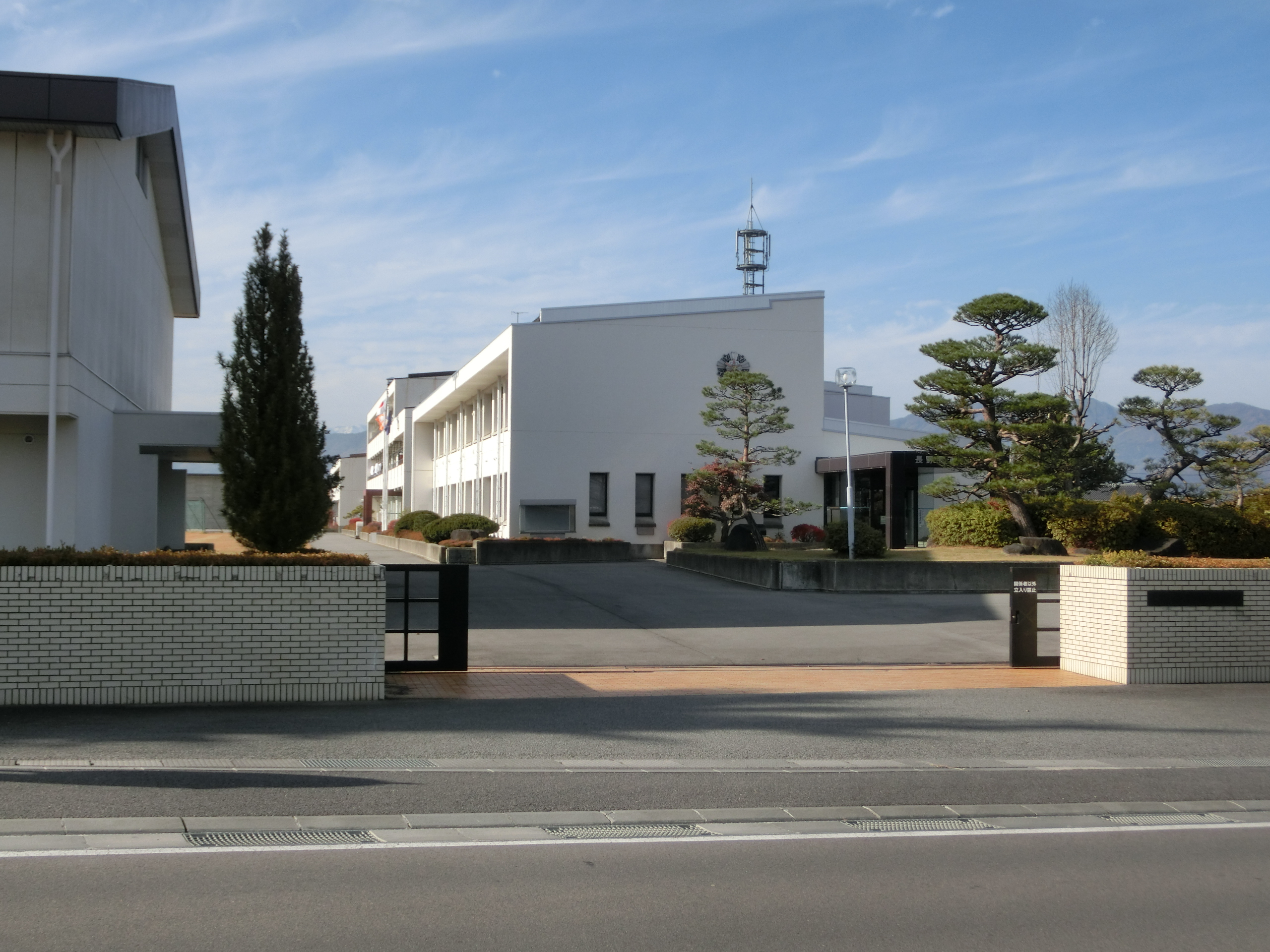
長野県消防学校

長野県消防学校（ながのけんしょうぼうがっこう）は長野県長野市篠ノ井東福寺2375番地1にある消防学校である。

## 概要
地方公務員の消防士採用試験に合格した県内の自治体消防の新人消防吏員、新人職員、新人消防団員のうち、消防長が推薦したものを入校させ、消防職員として必要な実務教育、実科訓練を行っている。

## 沿革
- 昭和31年（1956年）5月 - 「長野県消防訓練所」を設置。
- 昭和34年（1959年）10月 - 消防組織法を改正を受け、「長野県消防学校」に改称。
- 昭和60年（1985年）4月 - 数度にわたる移転を経て、現在地に新築。
- 平成5年（1993年）3月 - 教育管理棟に救急実習室、普通教室等を増築。
- 平成7年（1995年）3月 - 用地を拡張し、宿泊施設（西寮）および放水訓練場を増設するとともにサーキットトレーニング場を移設。

## 教養

### 消防職員
- 初任教育
- 専科教育
- 幹部教育
- 特別教育

### 消防団員
- 基礎教育
- 専科教育
- 幹部教育
- 特別教育

など

## 交通機関
- JR篠ノ井線 篠ノ井駅から車で約15分。
- 上信越自動車道 長野インターチェンジから車で約10分。

## 出来事
2020年（令和2年）11月20日、当校の屋外放水場にある模擬家屋から出火し、近隣住民が119番通報、消防が駆けつける騒動があった。実習のために付けた火が完全に鎮火していなかったのが出火原因と見られる。